# Марија Аргир
Марија Аргир (такође Аргира или Аргиропоулина, грч. Μαρία Ἀργυρή or Ἀργυροπουλίνα; умрла 1007), из породице Аргир, била је унука византијског цара Романа II, нећака царева Василија II и Константина VIII, и сестра византијског цара Романа III Аргира. 
У Хроникон Венетум Јована Ђакона помиње се да је Марија била ћерка племенитог патриција, званог Аргиропул, који је био потомак царске породице. Ову информацију потврђује хроника Андреа Дандола, који каже да је била нећака цара Василија II.
Године 1004. Марија се удала за Ђованија Орсеола, сина млетачког дужда Пјетра II Орсеола, у палати Икономиум у Цариграду са пуним царским раскошом – пар је овенчао златним дијадемама царВасилије II. Марија је свом мужу донела велики мираз, укључујући и палату у царској престоници, где су живели након венчања. Цар Василије II је почастио и Маријиног мужа титулом патриција.
Пре него што су напустили Цариград, Марија Аргир је измолила цара за делове светих моштију Свете Варваре, које је она донела у Венецију.
Марија Аргир и Ђовани Орсеоло добили су сина, који је добио име по цару Василију II.
1007. Марија, заједно са својим мужем и сином, умрла је када је куга захватила град-државу.
Пола века након њене смрти, Петар Дамјан ју је критиковао због употребе виљушке за јело (виљушке у то време нису биле познате у западној Европи), парфема и росе за купање.